# Magnesiumhydrogensulfid
Magnesiumhydrogensulfid ist eine nur in wässriger Lösung beständige, chemische Verbindung. Sie besteht aus Magnesium-Ionen (Mg2+) sowie dem Hydrogensulfid-Ion (HS−).

## Gewinnung und Darstellung
Magnesiumhydrogensulfid bildet sich bei Kontakt von Magnesiumsulfid mit Wasser oder Feuchtigkeit, wobei Magnesiumhydroxid und Magnesiumhydrogensulfid entstehen:
{\displaystyle \mathrm {2\ MgS+2\ H_{2}O\rightarrow \ Mg(OH)_{2}+Mg(HS)_{2}} }

## Verwendung
Magnesiumhydrogensulfid wird unter anderem zur Herstellung von reinem Schwefelwasserstoff (H2S) oder dessen Reinigung im labortechnischen Bereich verwendet.
Dies kann auch zur Bestimmung des Alkalisulfidgehaltes von Stoffgemischen verwendet werden, in dem man das Stoffgemisch mit Magnesiumchlorid in Kohlensäure und Wasser erhitzt, wobei Schwefelwasserstoff entsteht.
{\displaystyle \mathrm {2\ Na_{2}S+2\ MgCl_{2}+2\ H_{2}O\longrightarrow Mg(HS)_{2}+Mg(OH)_{2}+4\ NaCl} }
{\displaystyle \mathrm {2\ Mg(HS)_{2}+2\ H_{2}O\longrightarrow Mg(OH)_{2}+2\ H_{2}S} }